# Halk Bankası Spor Kulübü (pallavolo maschile)
Lo Halk Bankası Spor Kulübü è una società pallavolistica maschile turca, con sede ad Ankara: milita nel campionato turco di Efeler Ligi.

## Storia
Lo Halk Bankası Spor Kulübü viene fondato il 21 luglio 1983. Nei primi anni novanta attraversa il miglior periodo della propria storia, vincendo ben cinque scudetti consecutivi e tre edizioni della Coppa di Turchia. Col nuovo secolo i successi del club si affievoliscono, così in campionato arrivano solo qualche finale persa e qualche terzo posto; tuttavia, nonostante i deludenti risultati in patria, ai ambito europeo arriva il primo successo del club grazie alla conquista della Coppa CEV 2012-13 ai danni della Top Volley di Latina. Nella medesima stagione vince la sua quarta Coppa di Turchia.
Nel campionato 2013-14 la squadra vince tutte le competizioni nazionali, aggiudicandosi la Supercoppa turca, lo scudetto e la Coppa di Turchia, organizzando anche la Final four di Champions League, uscendo sconfitta solo in finale contro il Belogor'e. Nel campionato seguente la stagione si apre con la seconda vittoria consecutiva della Supercoppa turca.
Nella stagione 2020-21 vince la BVA Cup, successo bissato anche nell'edizione successiva. Dopo queste vittorie, arriva la conquista di altre due Coppe di Turchia e del decimo scudetto.

## Rosa 2023-2024
| N° | Nome             | Ruolo | Data di nascita   | Nazionalità sportiva |
| -- | ---------------- | ----- | ----------------- | -------------------- |
| 1  | Aslan Ekşi       | P     | 14 maggio 1989    | Turchia              |
| 2  | John Perrin      | S     | 17 agosto 1989    | Canada               |
| 4  | Deniz İvgen      | L     | 18 maggio 1998    | Turchia              |
| 5  | Marko Matić      | C     | 22 maggio 1995    | Turchia              |
| 6  | Hüseyin Duman    | P     | 21 maggio 1993    | Turchia              |
| 7  | Yiğit Aslan      | S     | 28 maggio 2005    | Turchia              |
| 7  | Mirza Lagumdžija | S     | 18 maggio 2001    | Turchia              |
| 8  | Volkan Döne      | L     | 19 febbraio 1987  | Turchia              |
| 9  | Earvin N'Gapeth  | S     | 12 febbraio 1991  | Francia              |
| 10 | Tuna Uzunkol     | C     | 17 settembre 2004 | Turchia              |
| 12 | İzzet Ünver      | S     | 1º gennaio 1992   | Turchia              |
| 13 | Micah Maʻa       | P     | 16 aprile 1997    | Stati Uniti          |
| 14 | Nimir Abdel-Aziz | O     | 5 febbraio 1992   | Paesi Bassi          |
| 17 | Doğukan Ulu      | C     | 30 ottobre 1995   | Turchia              |
| 19 | Serhat Coşkun    | O     | 18 luglio 1987    | Turchia              |
| 20 | Emre Tayaz       | C     | 20 marzo 1998     | Turchia              |
| 89 | Jay Blankenau    | P     | 27 settembre 1989 | Canada               |

## Palmarès
- Campionato turco: 10

1991-92, 1992-93, 1993-94, 1994-95, 1995-96, 2013-14, 2015-16, 2016-17, 2017-18, 2023-24
- Coppa di Turchia: 9

1991-92, 1992-93, 1995-96, 2012-13, 2013-14, 2014-15, 2017-18, 2022-23, 2023-24
- Supercoppa turca: 4

2013, 2014, 2015, 2018
- Coppa CEV: 1

2012-13
- BVA Cup: 2

2020, 2021